# John Larroquette
John Bernard Larroquette, född 25 november 1947 i New Orleans, Louisiana, är en amerikansk skådespelare och musikalartist.

## Utmärkelser
Larroquette har bland annat vunnit fyra Primetime Emmy Award för bästa manliga biroll i en komediserie för sin insats i Rätt i natten och en Tony Award för bästa prestation för en manlig huvudroll i musikal 2011.

## Rollista i urval
- 1974 – Motorsågsmassakern (berättaren)
- 1976 – De fattiga och de rika (TV-serie) (1 avsnitt)
- 1980 – Experimentet
- 1981 – Dödens smaragder
- 1981 – Lumparkompisar
- 1982 – Cat People
- 1982 – Dallas (TV-serie) (2 avsnitt)
- 1983 – Twilight Zone – på gränsen till det okända
- 1984 – Klantskallarna II
- 1984 – Star Trek III
- 1984–1992 – Rätt i natten (TV-serie) (193 avsnitt)
- 1985 – Livet på en sandstrand
- 1987 – Blind Date
- 1988 – Hot Paint
- 1991 – JFK
- 1993–1996 – The John Larroquette Show (TV-serie) (84 avsnitt)
- 1994 – Richie Rich
- 1998, 2002 – Advokaterna (TV-serie) (6 avsnitt)
- 2000 – The 10th Kingdom (TV-serie) (10 avsnitt)
- 2003 – Beethovens femma
- 2006 – Kill Your Darlings
- 2006 – The Texas Chainsaw Massacre: The Beginning (berättaren, ej krediterad)
- 2007 – Southland Tales
- 2007–2008 – Boston Legal (TV-serie) (33 avsnitt)
- 2014–2018 – The Librarians (TV-serie) (41 avsnitt)
- 2019 – Blood & Treasure (TV-serie) (5 avsnitt)
- 2020 – The Good Fight (TV-serie) (5 avsnitt)
- 2023–2025 – Night Court (TV-serie) (47 avsnitt)